# Нови реалисти
Нови реалисти (енгл. New realists) име је групе америчких уметника, међу којима су били и Роберт Раушенберг и Џаспер Џонс — који су као супротна струја апстрактном експресионизму и као претече поп арта, уз помоћ Combine Paintigs, извели прелазак са апстракције на фигурацију.